# ノア・ジュープ
ノア・ジュープ（Noah Jupe, 2005年2月25日 - ）はイギリスの子役である。

## 人生
2005年2月25日、ノア・ジュープはロンドンで生まれた。父親は映画製作者のクリス・ジュープ、母親は女優のケイティ・カヴァナーである。現在、ノアは家族と一緒にマンチェスターに暮らしており、弟と妹が一人ずついる。
2015年、ノアは子役としての活動を開始し、『ダウントン・アビー』や『ペニー・ドレッドフル 〜ナイトメア 血塗られた秘密〜』のような人気ドラマに小さな役で出演した。翌年、トム・ヒドルストン主演のテレビドラマ『ナイト・マネジャー』で重要な役どころを演じた。
2017年、ノアは『ナチス第三の男』で映画界に進出した。同じ年、ジョージ・クルーニーが監督を務めた『サバービコン 仮面を被った街』に起用され、マット・デイモン演じる主人公の息子を演じた。クルーニーはノアの演技を高く評価し、ジョン・クラシンスキー監督にノアを推薦した。そうして出来上がったのが『クワイエット・プレイス』であった。同作は批評的・興行的に大成功を収め、ノアがブレイクするきっかけとなった。
その後も、ノアは『ワンダー 君は太陽』や『ハニーボーイ』のような話題作に出演している。

## 出演作品

### 映画
| 年   | タイトル                                                   | 役名                         | 注記 |
| ---- | ---------------------------------------------------------- | ---------------------------- | ---- |
| 2017 | ナチス第三の男 The Man with the Iron Heart                 | アタ・モレヴァク             |      |
| 2017 | That Good Night                                            | Ronaldo                      |      |
| 2017 | サバービコン 仮面を被った街 Suburbicon                     | ニッキー・ロッジ             |      |
| 2017 | ワンダー 君は太陽 Wonder                                   | ジャック・ウィル             |      |
| 2018 | タイタン The Titan                                         | ルーカス・ジャンセン         |      |
| 2018 | クワイエット・プレイス A Quiet Place                       | マーカス・アボット           |      |
| 2018 | 俺たちホームズ&ワトソン Holmes & Watson                    | ドキシー                     |      |
| 2019 | ハニーボーイ Honey Boy                                     | 子供時代のオーティス・ロート |      |
| 2019 | フォードvsフェラーリ Ford v. Ferrari                       | ピーター・マイルズ           |      |
| 2020 | クワイエット・プレイス 破られた沈黙 A Quiet Place: Part II | マーカス・アボット           |      |
| 2021 | クライム・ゲーム No Sudden Move                            | マシュー・ワーツ・Jr         |      |

### テレビドラマ
| 年   | タイトル                                                               | 役名                         | 注記                                |
| ---- | ---------------------------------------------------------------------- | ---------------------------- | ----------------------------------- |
| 2015 | ペニー・ドレッドフル 〜ナイトメア 血塗られた秘密〜 Penny Dreadful      | チャールズ・チャンドラー     | 第2シーズン第10話「死ぬのは奴らだ」 |
| 2015 | A Song for Jenny                                                       | William                      | テレビ映画                          |
| 2015 | ダウントン・アビー Downton Abbey                                       | 子供                         | 第6シーズン第6話「亀裂」            |
| 2016 | ナイト・マネジャー The Night Manager                                   | ダニエル・ローパー           | 計3話に出演                         |
| 2016 | フーディーニ&ドイルの怪事件ファイル 〜謎解きの作法〜 Houdini and Doyle | キングスレー・コナン・ドイル | 計5話に出演                         |
| 2016 | The Last Dragonslayer                                                  | Tiger Prawns                 | テレビ映画                          |
| 2020 | フレイザー家の秘密 The Undoing                                         | ヘンリー・フレイザー         | ミニシリーズ                        |

### ミュージックビデオ
| 年   | タイトル              | アーティスト     |
| ---- | --------------------- | ---------------- |
| 2019 | From Chaos to Harmony | イアン・ブラウン |